# 파이어볼 (영화)
파이어볼(The Fireball)은 미국에서 제작된 테이 가넷 감독의 1950년 드라마 영화이다. 미키 루니 등이 주연으로 출연하였고 버트 E. 프리들롭 등이 제작에 참여하였다.

## 출연

### 주연
- 미키 루니
- 팻 오브라이언

### 조연
- 비벌리 타일러
- 제임스 브라운
- 랠프 덤크
- 밀번 스톤
- 케네스 베글리
- 마릴린 먼로
- 샘 엘린트

## 제작진
- 프로듀서: 조셉 포프킨
- 미술: 밴 네스트 폴로라스